# Kammarherre

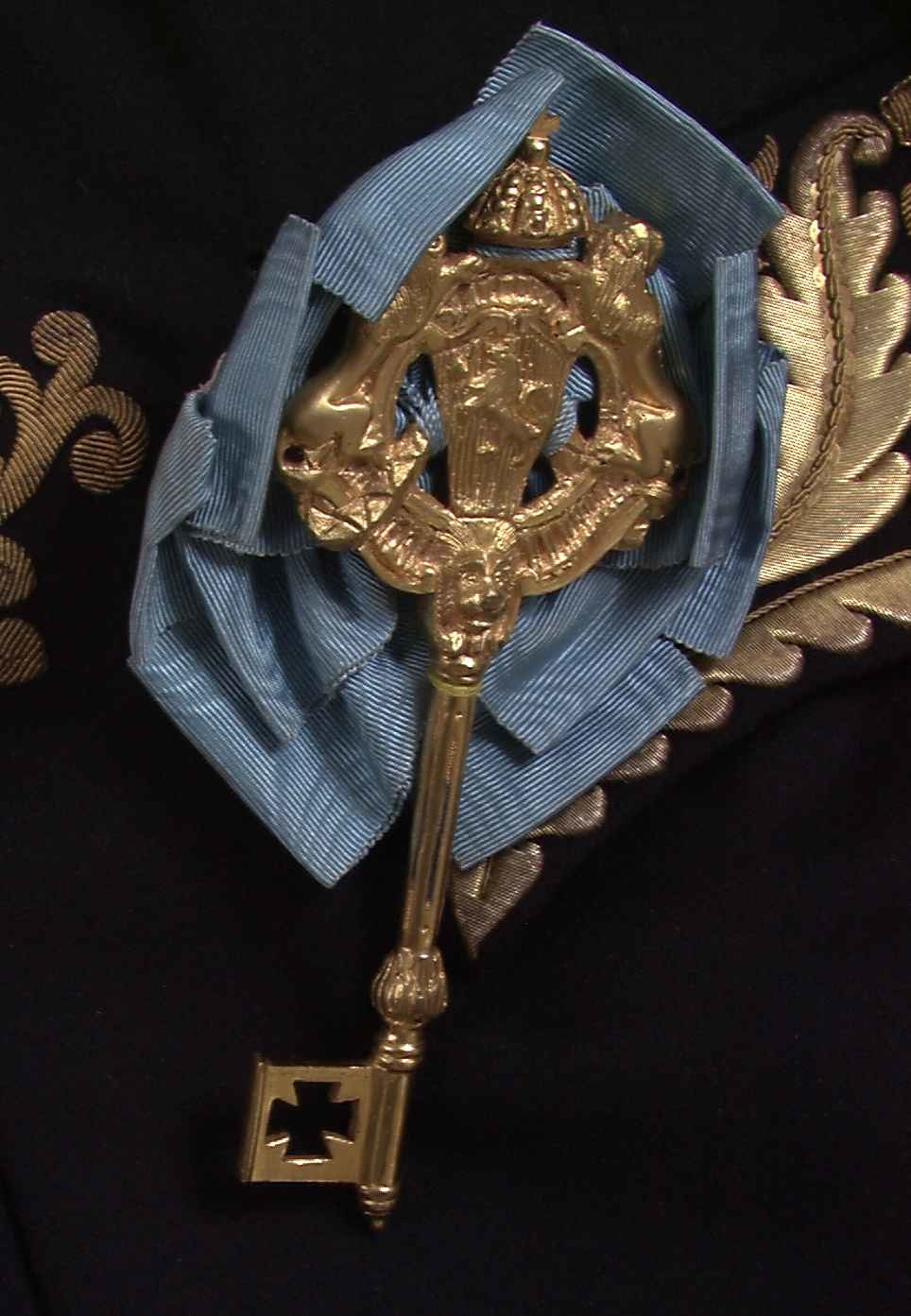
Norsk kammarherrenyckel.

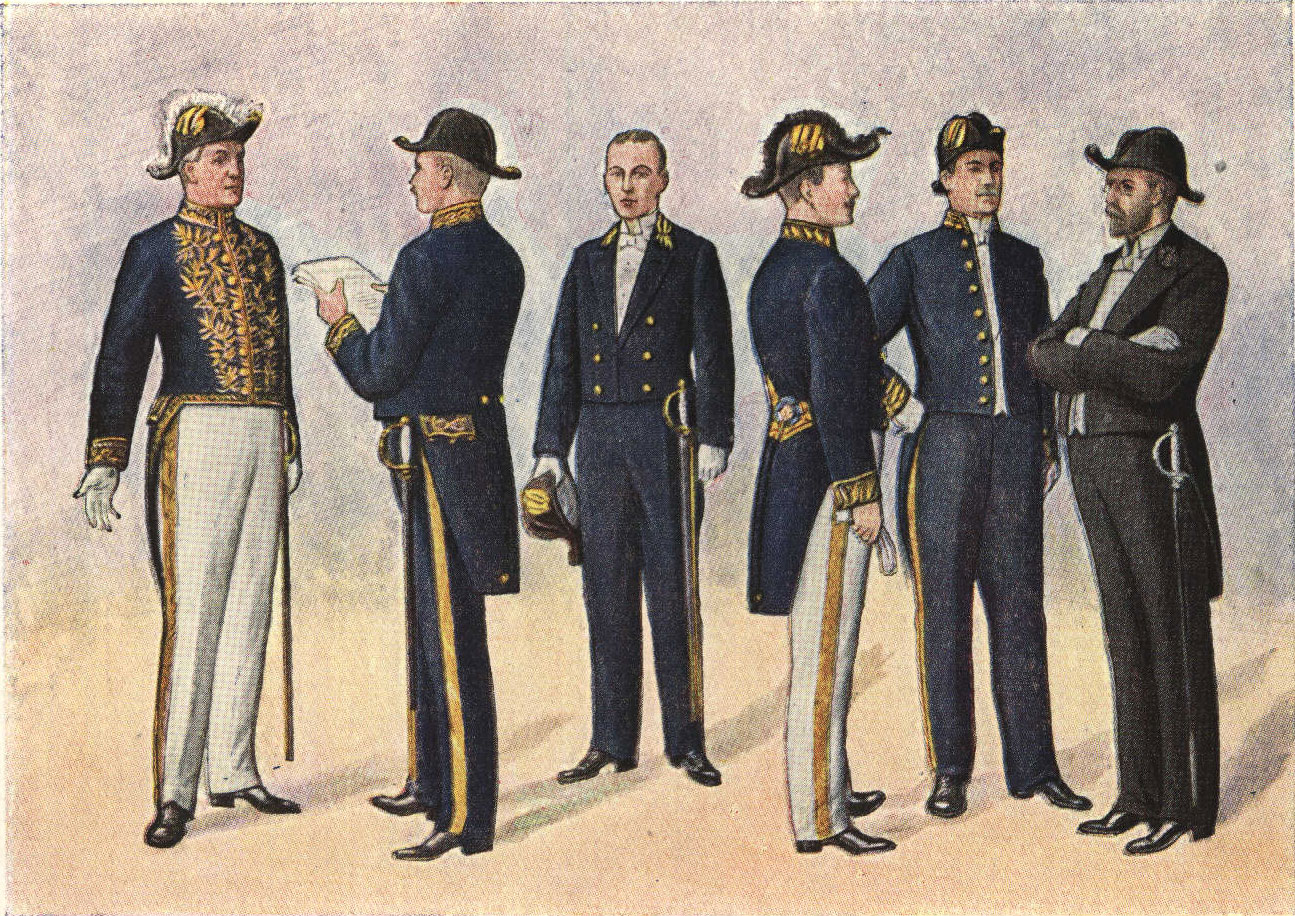
Svenska civiluniformer 1920. Den fjärde mannen från vänster bär dåtidens kammarherreuniform. Idag är byxorna svarta

En kammarherre är en manlig medlem av ett hov med uppgift att tjänstgöra i en furstlig persons omedelbara närhet. I tjänst bär kammarherrar en nyckel som ämbetstecken, vilken symboliserar att de historiskt har haft tillträde till den furstliga personens privata rum. 

## Sverige
I Sverige ingår tio tjänstgörande kammarherrar och fyra tjänstgörande kabinettskammarherrar i ceremonistaten vid kung Carl XVI Gustafs hov. De är inte anställda vid hovstaterna utan tjänstgör endast vid högtidliga tillfällen som statsbesök, audienser och officiella middagar. I tjänst bär kammarherrarna hovuniform med en nyckel på en serafimerblå rosett på ryggen.
Enligt den tidigare rangrullan hade kabinettskammarherrar generalmajors rang och kammarherrar överstes rang. Enligt Hovets placeringslista placeras kabinettskammarherrar i samma grupp som generalmajorer och motsvarande, medan kammarherrar hör till gruppen mellan brigadgeneral och överste (brigadgeneral, men efter). Den förnämste av konungens kammarherrar var tidigare överstekammarherren med rang som fältmarskalk, en titel som infördes 1783 och avskaffades med utgången av 1969. Den förnämste av drottningens kammarherrar var tidigare överkammarherren med rang som generallöjtnant. Titeln skapades 1842. Konungens kammarherrar och kammarjunkare bär hatt med vitt plymage medan Drottningens kammarherrar och kammarjunkare tidigare bar svart plymage.[källa behövs]
Kammarherrar och kabinettskammarherrar tjänstgör till ca 70 års ålder. De övergår därefter till de "icke tjänstgörande hovstaterna" och behåller då sin titel. 

### Tjänstgörande kabinettskammarherrar
| Namn             | Titel                                                     | Född | Utnämnd | Anmärkning |
| ---------------- | --------------------------------------------------------- | ---- | ------- | ---------- |
| Stefan Forsberg  | musikdirektör och konserthuschef                          | 1961 | 2009    |            |
| Peter Gudmundson | professor och f.d. rektor vid Kungliga Tekniska Högskolan | 1955 | 2011    |            |
| Lars Amréus      | museichef                                                 | 1964 | 2018    |            |
| Carl Folke       | professor                                                 | 1955 | 2018    |            |

Källa:

### Tjänstgörande kammarherrar
| Namn                 | Titel                                                                   | Född | Utnämnd | Anmärkning       |
| -------------------- | ----------------------------------------------------------------------- | ---- | ------- | ---------------- |
| Magnus Olausson      | docent, avdelningschef vid Nationalmuseum                               | 1956 | 2004    |                  |
| Per Ström            | teol. dr, akademiintendent vid Uppsala universitet                      | 1958 | 2011    |                  |
| Henrik Klackenberg   | fil. dr, fd statsheraldiker                                             | 1954 | 2013    |                  |
| Carl-Anders Helander | agr. dr, f d akademisekreterare vid Kungl. Skogs- o. Lantbruksakademien | 1952 | 2014    | Fr.o.m. 1/7 2014 |
| Mikael Horal         | leg. läkare vid Karolinska institutet                                   | 1958 | 2016    |                  |
| Mikael Brännvall     | verkställande direktör för Svensk scenkonst                             | 1968 | 2016    |                  |
| Johan Cederlund      | fil. dr, museidirektör för Zornmuseet                                   | 1963 | 2016    |                  |
| Per Sandin           | fil. dr, vice ordenskansler tillika sekreterare vid Kungl. Maj:ts Orden | 1962 | 2017    |                  |
| Lars Hultman         | tekn. dr, professor                                                     | 1960 | 2021    |                  |

Källa: